# Euneomys chinchilloides
Euneomys chinchilloides is een zoogdier uit de familie van de Cricetidae. De wetenschappelijke naam van de soort werd voor het eerst geldig gepubliceerd door Waterhouse in 1839.

## Voorkomen
De soort komt voor in Argentinië en Chili.